# 爪夷村
爪夷村（又称 Perkampungan Jawi），是马来西亚槟城州威南县中部的一个郊区也是一个华人新村。南有双溪爪夷，北有双溪峇甲。爪夷村和双溪爪夷和双溪峇甲这三区可被视为爪夷范围。

## 历史
在马来西亚，华人新村的历史大多都起源于50年代英国殖民时代历史上一次史无前例的残暴行动，又是“马来亚共产党”活跃之时 ，政府欲歼灭共产党组织，杜绝该粮食与药物供应，全国开始宣布紧急法令，之后便采取移民政策，将马来亚半岛落地生根的广大华人群众，从原来祖辈用了逾越百年开拓的土地上驱往集中营,才慢慢演变成“华人新村”。而爪夷村，就是由几个邻进的村落分批前后移置，开始而形成的一个以农业为主的华人新村。

## 涵盖区域
广义来说爪夷包括爪夷村、双溪峇甲、双溪爪夷、华都村、樟角村、威利斯里村和皎谊岭（Bukit Jawi，有高尔夫球场和监牢）。
狭义来说爪夷指的就是爪夷村。

## 教育
此区有一间华文小学，中学需前往新开的威南日新国民型华文中学（SMJK Jit Sin SPS）或华都国民中学（SMK Valdor）。

### 学校
- 爪夷村国民型华文小学

## 基建
区内基建较齐全，诊所、德教会堂、小学、邮政局、篮球场、幼儿园、自愿消防队、自愿治安队、圣母宫、警察局等都可在此找到，唯一缺少的就是巴刹和银行，但通常居民都聚在一条道路旁边开始做买卖。

## 交通
可通过南北大道爪夷出口抵达这里。

## 长寿村
爪夷村约有3000人，80岁以上的华裔就有约80人，是马来西亚高龄人口居多的地区之一。